# 580123 Gedek
580123 Gedek è un asteroide della fascia principale. Scoperto nel 2012, presenta un'orbita caratterizzata da un semiasse maggiore pari a 2,7880146 au e da un'eccentricità di 0,0881799, inclinata di 12,23268° rispetto all'eclittica.
Dal 20 settembre 2021 all'8 novembre 2021, quando 594913 'Ayló'chaxnim ricevette la denominazione ufficiale, è stato l'asteroide denominato con il più alto numero ordinale. Prima della sua denominazione, il primato era di 560354 Chrisnolan.
L'asteroide è dedicato all'astronomo amatoriale polacco Marcin Gedek.